# Exocentrus jirouxi
Exocentrus jirouxi är en skalbaggsart som beskrevs av Teocchi 1999. Exocentrus jirouxi ingår i släktet Exocentrus och familjen långhorningar.
Artens utbredningsområde är Kenya. Inga underarter finns listade i Catalogue of Life.